# Сідзі Тацуя
Сідзі Тацуя (яп. 志治 達雄, нар. 20 жовтня 1938, Айті —) — японський футболіст, що грав на позиції нападника.

## Клубна кар'єра
Грав за команду Тойота Моторс.

## Виступи за збірну
Дебютував 1961 року в офіційних матчах у складі національної збірної Японії. У формі головної команди країни зіграв 1 матч.

## Статистика
Статистика виступів у національній збірній.
| Збірна Японії | Збірна Японії | Збірна Японії |
| Роки          | Ігри          | голи          |
| ------------- | ------------- | ------------- |
| 1961          | 1             | 1             |
| Усього        | 1             | 1             |